# Ніговський Іван Миколайович
Іван Миколайович Ніговський (23 лютого 1883 — † 26 березня 1936) — підполковник Армії УНР.

## Біографія
Народився у місті Бориспіль.
Останнє звання у російській армії — прапорщик.
У 1917 р. — на початку 1918 р. — старшина 1-го Українського козацького полку ім. Б. Хмельницького військ Центральної Ради.
У 1920—1923 рр. — старшина штабу 2-ї Волинської дивізії Армії УНР.
Помер на еміграції у м. Регон (Франція).